# Michael Jackson’s Moonwalker
Michael Jackson’s Moonwalker (яп. マイケル・ジャクソンズ・ムーンウォーカー Майкэру Дзяккусондзу му:н'о:ка:, «Лунная походка Майкла Джексона») — мультиплатформенная видеоигра, выпускавшаяся для домашних компьютеров и игровых платформ (Sega Mega Drive) с 1989 по 1990 годы. Основывается на кинофильме Moonwalker 1988 года.
Версия для аркадных автоматов была издана в 1990 году на основе аппаратного обеспечения Mega-Tech. Для игровых приставок использовалась версия, первоначально разработанная для System 18.

## Игровой процесс
Различные версии игры отличаются друг от друга сюжетом, геймплеем, графическим оформлением (двухмерная и трёхмерная графика, а также графика с использованием изометрической проекции) и некоторыми звуковыми эффектами.
Версии для игровых платформ имеют следующий сюжет. Злодей по имени Mr. Big решает похитить всех детей на Земле, однако вскоре о его планах узнаёт Майкл Джексон. Теперь герою нужно отыскать и спасти похищенных детей.
Сюжет версий для домашних компьютеров несколько иной. Майкл Джексон должен спасти девочку, похищенную злодеем.

### Amstrad, Atari, Commodore 64, MS-DOS, ZX Spectrum
Версия игры для персональных компьютеров представляет собой action с элементами логических игр и состоит из четырёх уровней. Графически уровни построены с применением двухмерной графики, горизонтального и вертикального скроллинга (в последнем случае — в сочетании с режимом top-down), а также трёхмерной перспективы.
Отличительная особенность версии заключается в том, что уровни различаются по игровому процессу. На первом уровне персонаж преодолевает препятствия и собирает полезные предметы, некоторые из которых можно использовать впоследствии при прохождении. Второй уровень герой проходит на мотоцикле, собирая предметы и объезжая препятствия. На третьем уровне нужно уничтожать противников, пополняя запас вооружения, а на четвёртом персонаж использует роботизированный костюм.

### Amiga, Sega, MSX
Игра представляет собой платформер с вертикальным сайд-скроллингом и двухмерной графикой (на последнем уровне используется имитация трёхмерной графики). Представлено шесть уровней, пять из которых разделены на три части каждый. Уровни выполнены в виде замкнутых локаций, на которых присутствуют различные враги и препятствия.
Игровой процесс заключается в следующем. На каждом подуровне герою необходимо отыскать определённое количество заложников (10 человек), спрятанных в разных местах. При спасении очередного заложника уровень здоровья персонажа увеличивается. После того как последний заложник будет спасён, персонаж (с помощью обезьяны Бабблз) переходит в определённую часть уровня встречается с «боссом» — группой противников. В зависимости от уровня противников может быть либо множество, либо два-три (в этом случае их уровень здоровья выше, чем у большинства врагов, а также они могут иметь при себе оружие или использовать спецприёмы).
Герой может уничтожать врагов с помощью магии, имеющей ограниченный радиус действия. Также он использует несколько видов спецприёмов (а именно бросок шляпы или танец), наносящих серьёзные повреждения противникам или уничтожающих их. Некоторые спецприёмы (танцы) сопровождаются отдельным музыкальным треком, сходным с музыкой основного уровня либо отличным от неё. При выполнении спецприёма у персонажа уменьшается уровень здоровья. После того, как уровень здоровья персонажа уменьшится до определённого предела, он не может пользоваться магией, и противников нужно уничтожать ударами рук и ног, имеющими гораздо меньшую эффективность.
Начиная с уровня 2-1 появляется возможность получить роботизированный экзоскелет, несущий на себе лазерные пушки и ракетные установки. Для того чтобы получить этот предмет, нужно спасти определённого ребёнка раньше чем других. Это приведёт к падению падающей звезды. Если поймать его, Майкл на полминуты превратится в робота. Находясь в этом состоянии, герой не может спасать заложников, но можно видеть, где они спрятаны.
Враги в игре — приспешники главного злодея и различные монстры (зомби, собаки, кошки, пауки и др.). Противники в большинстве своём безоружны, однако некоторые из них вооружены пистолетами, автоматами и плазменными пушками. Большинство врагов обладает небольшим запасом здоровья.
В игре присутствуют логические элементы. Например, на четвёртом уровне, чтобы попасть на недоступную платформу, нужно воспользоваться большим камнем. На пятом уровне для этих же целей предназначены телепорты и лифт.
Для музыкального сопровождения уровней последовательно используются инструментальные версии таких песен Майкла Джексона как Smooth Criminal, Beat It, Another Part of Me, Billie Jean и Bad.
Также на уровне «Woods» при активации супер способности танца можно услышать фрагменты из песни «Thriller».
Список уровней:
- Club 30s. Здание казино. Многоэтажное здание из нескольких блоков (подуровней). Этажи соединены между собой обычными и выдвижными лестницами (в последнем случае, чтобы попасть на этаж выше, необходимо опустить лестницу). Заложники спрятаны в многочисленных комнатах с дверьми и в оконных проёмах за створами окон. Чтобы спасти заложника, нужно открыть дверь или окно. Основные противники — бандиты, а также игроки в бильярд и кошки. После завершения уровня герой находит выход из здания, ведущий на следующий уровень.
- Streets. Трущобы в городе. Персонаж перемещается по улицам, автостоянке и канализации. Заложники могут быть спрятаны в багажниках автомобилей, ящиках и за оконными створками. Однако следует быть осторожным, поскольку иногда вместо заложника может оказаться бомба с часовым механизмом. Противники — обычные бандиты, собаки и бандиты в костюмах химзащиты, вооружённые автоматами.
- Woods. Большое кладбище, расположенное на террасах. Основные враги здесь — многочисленные зомби, а также птицы. Заложники спрятаны за могильными плитами и в кустах. Зомби несколько более устойчивы к атакам, чем остальные противники.
- Cavern. Пещеры-лабиринты на пути к особняку главного злодея. Каждый подуровень представляет собой большую пещеру со множеством камер, попасть в которые можно через проходы. В некоторых камерах находятся заложники, охраняемые группами противников. Существуют также «замаскированные» камеры, скрытые за каменными перегородками и водопадами. Вход в такую камеру можно найти по особым символам. Среди противников — зомби, бандиты в костюмах химзащиты, вооружённые плазменными пушками, и гигантские пауки. Появление последних можно угадать по растянутой под сводами пещеры паутине, а также коконам.
- The Enemy Hideout. Резиденция главного злодея. Действие уровня начинается в секретной лаборатории, а затем переходит в здание. Основные враги здесь — бандиты в защитных костюмах, вооружённые лазерными пушками, а также лазерные установки, размещённые под потолком помещений. Кроме того, в некоторых местах уровня необходимо следить за электрическими разрядами, пробегающими между контрольными панелями (эти панели можно разрушить). Заложники спрятаны за шлюз-дверями (из которых иногда появляются враги) и в ящиках. После уничтожения всех противников и спасения заложников база-лаборатория разрушается, а главный злодей покидает её на звездолёте.
- Michael’s Battle Plane. Персонаж на космическом скутере преследует главного злодея в космосе. Уровень отличается от предыдущих графическим оформлением и игровым процессом — игрок видит уровень «от первого лица», а по геймплею он аналогичен скролл-шутеру и авиасимулятору. Сначала герою противостоят небольшие космические корабли, затем появляется корабль главного злодея, атакующий лазерными пушками и идущий на таран[4].

### Аркадная версия
Игра представляет собой beat 'em up с элементами run and gun и состоит из нескольких уровней-локаций, различающихся по длине. Некоторые из них разделяются над подуровни. Уровни построены с использованием псевдотрёхмерности. На каждом из них встречаются разнообразные враги и препятствия. Задачей каждого уровня является спасти заложников (от 2 до, всего в игре 60 заложников), охраняемых группами противников. В конце некоторых уровней находятся боссы.
В игре доступны режимы от одного до трёх игроков.
Противники в игре разнообразны и многочисленны. Это вооружённые бандиты, солдаты, а также различные роботы. Большинство бандитов вооружены автоматами и лазерными пушками, некоторые используют в качестве оружия ножи и дымовые гранаты, другие могут бросать в героя различные предметы (бочки, стулья и т. д.). Бандиты относительно слабы, но многочисленны, роботы имеют бо́льший запас здоровья, при этом на уровнях их значительно меньше. Иногда на уровнях появляется главный злодей, однако его нельзя уничтожить до конца игры.
Для борьбы с врагами и разрушения препятствий герой использует «звёздную магию» и спецприёмы (усиленную магию, бросок шляпы и танцы). Танцы сопровождаются инструментальной версией песни Bad и других песен. Также есть возможность получить роботизированный костюм, оснащённый ракетами, лазерными пушками и силовым полем и имеющий большой запас прочности. Для того чтобы получить костюм, необходимо подобрать обезьяну Бабблз, появляющуюся в определённых местах уровня после спасения заложников.
Для музыкального сопровождения уровней используются композиции Bad, Smooth Criminal, Beat It и Another Part of Me.
Список уровней:
- Caverns. Подземная база, где впоследствии будет проходить действие финального уровня. Противники здесь — бандиты, солдаты и роботы. Некоторые из бандитов появляются из лифтов. В конце уровня находится лифт на следующий уровень. Число заложников — 2.
- Amusement Quarter. Действие уровня происходит на улице и в здании казино, захваченном бандитами. Делится на три подуровня. Среди противников — вооружённые автоматами и гранатами бандиты, солдаты с лазерными пушками, человекоподобные роботы и передвижные пушки. Некоторые из бандитов приезжают группами по двое на машинах. В конце уровня находятся боссы — две передвижные лазерные установки, появляющиеся из кузова гусеничного фургона. Число заложников — 7.
- Night Street. Улица за зданием казино. Среди противников — бандиты и солдаты, а также новые виды роботов. Босс уровня — главный злодей в летательном аппарате, оснащённом лазерными пушками. Босса охраняют восемь вооружённых спутников.
- Graveyard. Кладбище. В отличие от предыдущих уровней, в качестве противников здесь выступают зомби и призраки. Также встречаются солдаты и роботы. Босс уровня — генератор призраков, управляемый главным злодеем.
- Evil Fortress. Подземная база, финальный уровень. Отличается большим количеством врагов. В конце уровня находится босс — гигантский механический паук под управлением главного злодея, вооружённый лазерами[5].

## Оценки

### Аркадная версия
Аркадная версия игры получила достаточно высокие оценки. К примеру, сайт Honest Gamers поставил игре оценку 8 баллов из 10, положительно оценив динамичный игровой процесс. Журналы Mean Machines и EGM оценили версию в 81 балл из 100 и 7 из 10 баллов соответственно.
Журнал Computer and Video Games поставил игре высокую оценку — 90 баллов из 100, положительно охарактеризовав графическое оформление и звуковое сопровождение.

### Консольные версии
Консольные версии игры получили различные оценки критиков. Британский журнал Computer and Video Games оценил версию для Sega Master System в 70 баллов из 100 возможных, а информационный сайт All Game Guide — в 3 балла из 5. Рецензенты из австралийского журнала PC PowerPlay выставили версии для Sega Mega Drive оценку 59 из 100 баллов.
Журнал Mean Machines поставил версии для Sega Mega Drive/Genesis оценку 81 балл из 100. Сравнивая данную версию с версией для Sega Master System, рецензенты отметили, несмотря на сходства в геймплее, улучшенную графику (в частности, спрайты персонажей) и более качественное звуковое сопровождение.
Сайт Thunderbolt Games.com оценил версию в 5 баллов из 10. Музыкальное сопровождение, анимация движений и некоторые «необычные» моменты игры (например, танцевальные спецприёмы героя, трансформирование персонажа в робота, указывающая дорогу к «боссу» обезьяна Бабблз и т. д.) встретили положительные отзывы, однако дизайн уровней и персонажей, AI противников и игровой процесс были оценены негативно. В частности, рецензентам не понравился игровой процесс, названный «монотонным» вследствие того, что игроку в ходе уровня нужно многократно выполнять одни и те же действия, уничтожая врагов и отыскивая заложников. Также среди недостатков были названы невысокая сложность игры, из-за чего «большинство игроков могут пройти её за час-два», и малое количество уровней — по словам критиков, «если бы в игре было более пяти-шести уровней, она была бы намного лучше». Подводя итог, рецензенты указали, что «временами игра бывает интересной», однако «в сравнении с другими платформерами 16-битной эры она выглядит скучной».
Информационный сайт IGN поставил консольной версии оценку 4,5 баллов из 10, назвав игру «обычной» и «одной из самых безвкусных игр для Sega». Хотя критики отметили некоторую «необычность» использованных в игре приёмов (например, спецатак героя, оформленных в виде танцев), негативные отзывы касались практически всех параметров игры — геймплея («скучный»), дизайна уровней («однообразный») и искусственный интеллект противников (которые способны «только перемещаться и атаковать героя»). При этом рецензентам понравилось музыкальное сопровождение в игре (несмотря на использование MIDI-интерфейса), а именно подборка наиболее известных музыкальных композиций Майкла Джексона для фонового сопровождения уровней.
Рецензенты информационного сайта Sega-16.com оценили игру в 4 балла из 10. Несмотря на то, что плавная анимация персонажей и наличие у героя различных спецприёмов были встречены положительно, критикам не понравился сюжет, игровой процесс и низкий искусственный интеллект противников, «скрытый за большим количеством врагов на уровнях». Игра в целом была названа «слабой имитацией» оригинальной аркадной версии и «неудавшейся попыткой» произвести впечатление на игрока. Рецензенты отметили, что музыка на уровнях «раздражающая» — треки воспроизводятся не полностью, постоянно повторяются только части музыкальных композиций. Критикам не понравилась тенденция к «повторяемости» и однообразия событий в игре — к примеру, чтобы найти заложника, нужно множество раз выполнять одни и те же действия («открывать двери, багажники, отодвигать могильные плиты»), а уничтожение врагов и спасение заложников производится одинаковыми, «повторяющимися» способами. Особенно скучной, по мнению рецензентов, игра становится когда по прохождении уровня один из заложников ещё не найден, и нужно возвращаться назад, чтобы отыскать его. Среди других недостатков были названы отсутствие у роботизированной версии героя способности спасать заложников (как в аркадной версии) и отсутствие боссов (они заменены на группы сильных противников).

### Версии для персональных компьютеров
Журнал The Games Machine оценил версию для ZX Spectrum в 60 баллов из 100. Главным недостатком рецензенты назвали скучный игровой процесс (особенно в первых двух уровнях), хотя положительно охарактеризовали графическое оформление. Другой журнал, Your Sinclair, поставил игре примерно такую же оценку — 6 баллов из 10, назвав её «неплохой». Критики указали, что первые два уровня по игровому процессу сходны с уровнями в аркаде Gauntlet, а третий — с платформером Op Wolf.
Журнал Advanced Computer Entertainment оценил версию для Commodore 64 в 61 балл из 100. Первый уровень рецензенты сравнили с игрой Pac-Man за сходство в игровом процессе: протагонист перемещается по лабиринту, собирая различные предметы. Второй уровень был назван «привлекательным», несмотря на то что полезные предметы «каждый раз находятся на одних и тех же местах». Критикам очень не понравилось музыкальное сопровождение (оно было названо «ужасным»), однако сюжет игры встретил положительные отзывы.